# 飯能キリスト聖園教会

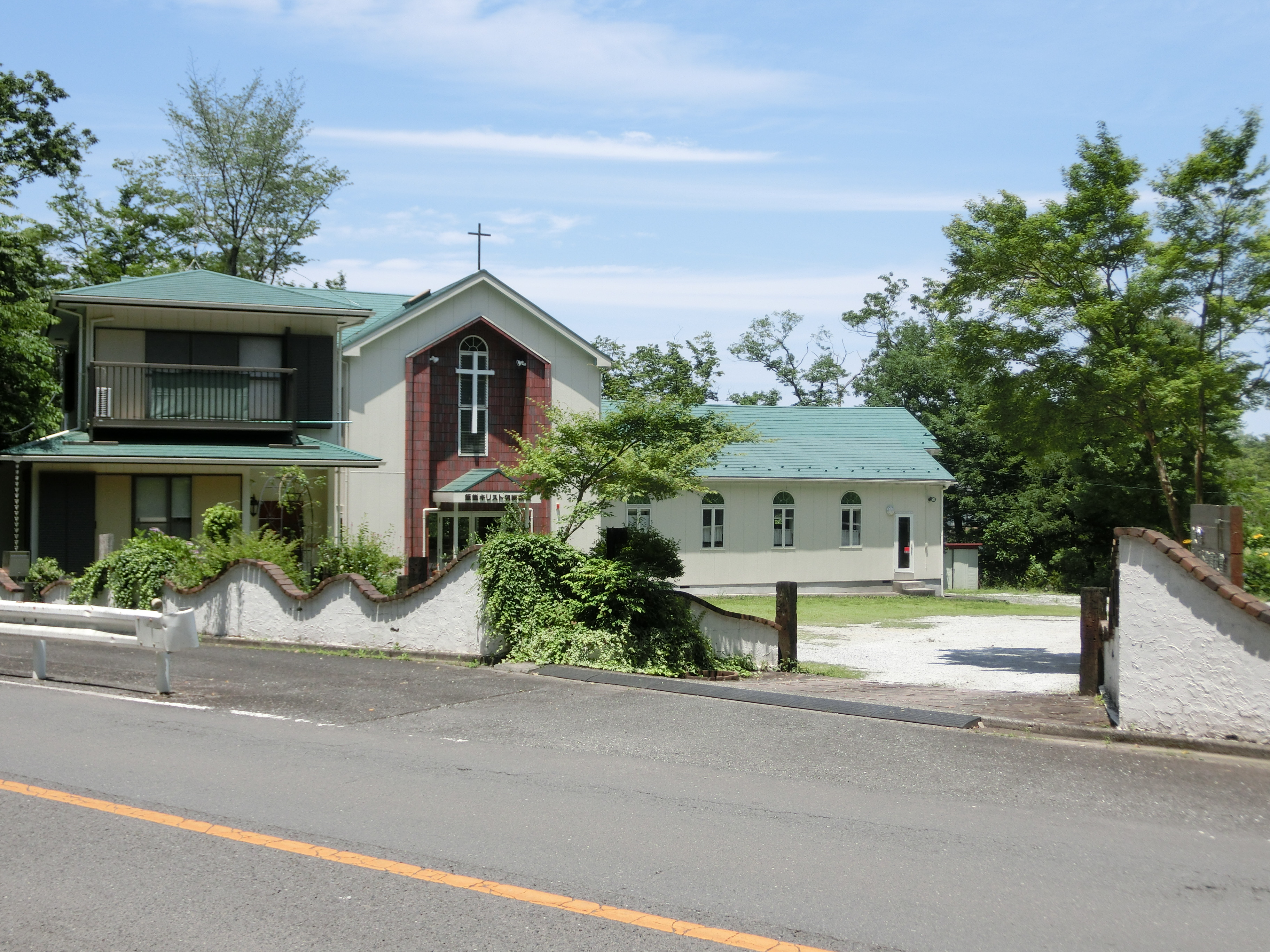
飯能キリスト聖園教会

飯能キリスト聖園教会（はんのうキリストせいえんきょうかい）は、埼玉県飯能市にあるキリスト教（プロテスタント）の単立教会。

## 沿革
- 1962年11月 名栗川クリスチャンキャンプ建設
- 1973年 4月 ひかり幼児教室開設（1991年3月まで）
- 1977年 4月 宗教法人「飯能キリスト聖園教会」設立
- 1981年 9月 牧師館定礎
- 1993年 5月 新会堂定礎

## 所在地
所在地：飯能市大河原4-1
- 西武池袋線飯能駅南口徒歩15分

## 周辺環境
周囲は飯能河原周辺緑地（緑のトラスト保全地）となっており、雑木林に囲まれている。